# Mieczysław Treutler

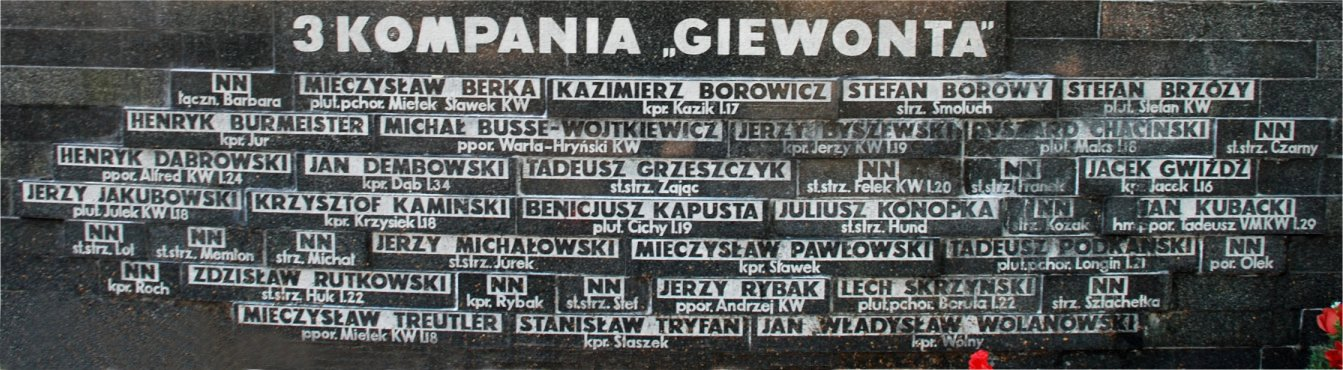
Mogiła symboliczna na Wojskowych Powązkach. Nazwisko Mieczysława Treutlera znajduje się na dole po lewej stronie

Mieczysław Treutler ps. „Mietek” (ur. 14 grudnia 1926 w Beszynie koło Włocławka, zm. prawd. 26 października 1944 w Podkowie Leśnej) – podporucznik, w powstaniu warszawskim dowódca 2. drużyny i zastępca Michała Glinki (ps. „Sternik”) – dowódcy II plutonu 3. kompanii „Giewonta” w batalionie „Zośka” Armii Krajowej.
Uczeń  tajnych kompletów w I Państwowym Gimnazjum i Liceum im. Stefana Batorego w Warszawie. Podczas okupacji niemieckiej działał w polskim podziemiu zbrojnym. Należał do nowych Grup Szturmowych, do hufca Żoliborz. W powstaniu warszawskim walczył na Woli i w Starym Mieście. Ranny podczas walk, przebywał w szpitalu powstańczym na Starówce. Zaginął 26 października 1944 r. po aresztowaniu i wywiezieniu przez Gestapo ze szpitala w Podkowie Leśnej. Miał 18 lat.
Został odznaczony Krzyżem Walecznych. Jego symboliczna mogiła znajduje się na Powązkach Wojskowych w Warszawie.